# عبد الله الرويشد 1994 (ألبوم)
عبد الله الرويشد 1994 هو البوم غنائي للفنان عبد الله الرويشد ويحتوي على 8 أعمال تعاون فيه مع فنانين كويتيين وخليجيين بالإضافة إلى تعاونه من الفنان المصري عمار الشريعي في أغنية الجرح الخير من اشعار الشاعر الكويتي بدر بورسلي. تم تسجيل العمل في القاهرة في استديو عمار ساوند الذي يديره الملحن عمار الشريعي واستديوهات دن دون بالكويت وتم تركيب الصوت في استديو مركز الفنون بدبي.

## محتوى الألبوم

### الوجه الأول
- سلامي:- كلمات الساهر والحان عبد الله الرميثان
- من يدري:- كلمات والحان حسين المحظار
- فاتني المغرور:- كلمات علي عسيري والحان صالح الشهري
- لاتظن:- كلمات الساهر والحان سليمان الملا

### الوجه الثاني
- الجرح الأخير:- كلمات بدر بورسلي والحان عمار الشريعي
- راعي المثل:- كلمات سعيد بن عديل والحان عبد الله الرميثان
- الليل:- علي الشرقاوي والحان خالد الشيخ